# 23096 Mihika
23096 Mihika este un asteroid din centura principală de asteroizi.

## Descriere
23096 Mihika este un asteroid din centura principală de asteroizi. A fost descoperit pe 8 decembrie 1999 la Socorro, New Mexico, în cadrul proiectului LINEAR. Asteroidul prezintă o orbită caracterizată de o semiaxă mare de 2,25 ua, o excentricitate de 0,13 și o înclinație de 5,2° în raport cu ecliptica.